# Dimitri Pavadé
Dimitri Pavadé (Le Port, Reunión; 14 de agosto de 1989) es un atleta paralímpico francés. Es medalla de plata en salto de longitud T64 en los Campeonatos del Mundo de 2019 y en los Juegos Paralímpicos de 2020. También compite en velocidad (100 y 200 metros).

## Carrera deportiva
En 2007, Dimitri Pavadé era estibador en el puerto de Le Port y, a los 18 años, fue gravemente golpeado por el contrapeso de una carretilla elevadora. Como consecuencia de este accidente laboral, tuvieron que amputarle la tibia de la pierna derecha. En 2013 se trasladó a Francia para formarse como técnico ortoprotésico en la Dordoña.
A partir de 2016, utilizó cuchillas para correr y participó en los Juegos de la Francofonía de 2017 en Abiyán en las pruebas de atletismo para discapacitados, donde ganó dos medallas de oro en los 200 m (24,48 s) y en salto de longitud (6,35 m).
Se incorporó a la selección francesa y en su primer Campeonato Europeo de Handisport en 2018, se clasificó 4º en los 100 m (12,41 s), 5º en los 200 m (24,78 s) y 9º en el salto de longitud (6,08 m).
En 2019, ganó una medalla de plata en los Campeonatos del Mundo de Dubái en salto de longitud con una marca de 7,25 m en su primer intento.
En 2021, fue subcampeón de Europa en Bydgoszcz.
En los Juegos Paralímpicos de Tokio 2020, se convirtió en subcampeón paralímpico de salto de longitud (T64) con un salto de 7,39 metros, sólo superado por el alemán Markus Rehm (8,18 metros).